# Luna 1970A
Luna 1970A fu il sesto tentativo da parte dell'URSS di mandare una sonda sulla Luna e farla tornare in parte sulla Terra.

## La missione
Luna 1970A fu lanciata il 6 febbraio del 1970 e probabilmente era simile a Luna 16. La missione fu un insuccesso: lanciata da un razzo Proton non raggiunse mai lo spazio.